# Xiphocentron alecto
Xiphocentron alecto là một loài Trichoptera trong họ Xiphocentronidae. Chúng phân bố ở vùng Tân nhiệt đới và vùng Tân Bắc giới.